# Was tun, wenn’s brennt?
Was tun, wenn’s brennt? ist ein deutscher Film aus dem Jahr 2001. Regie führte Gregor Schnitzler. Premierendatum für Deutschland war im November 2001 beim Kinofest Lünen und am 31. Januar 2002 in den Kinos von Deutschland und der Schweiz. In Österreich war der Kinostart am 1. Februar 2002. Produktionsfirma war Claussen + Wöbke.

## Handlung
Die autonomen Aktivisten Tim, Maik, Nele, Flo, Robert alias Terror und Hotte bildeten im West-Berlin der 1980er-Jahre die „Gruppe 36“. Diese war in der Punk- und Hausbesetzerszene aktiv und beteiligte sich aktiv an Aktionen gegen die Staatsgewalt. Die meisten der Aktionen filmten sie, um zu dokumentieren, dass sie sich gegen das kapitalistische System zur Wehr gesetzt haben. Eine dieser Aktionen war das Platzieren einer selbstgebastelten Bombe in einer Luxusvilla im Ortsteil Grunewald. Dabei sollte nur Sachschaden angerichtet werden. Die Villa blieb dreizehn Jahre ungenutzt und die Bombe explodierte nie. Als die neuen Erwerber der Villa die Tür öffnen, kommt es zur Explosion, die aber nur zwei Personen leicht verletzt.
Die Gruppe hat sich mittlerweile längst aufgelöst. Robert „Terror“ ist ein rechtschaffener und spießiger Rechtsanwalt, Maik  zynischer Inhaber und Manager einer Dotcom-Firma, Nele zweifache, alleinerziehende Mutter und Flo, die ehemalige Geliebte Tims, steht kurz vor ihrer Verlobung mit einem reichen Geschäftsmann. Nur Hotte und Tim sind den damaligen Idealen treu geblieben: Sie leben als Hausbesetzer in einem ärmlichen Haus und versuchen dem System weiter Widerstand zu leisten. Hotte hatte damals bei einer waghalsigen Aktion beide Beine verloren.
Die Polizei beginnt zu recherchieren und überprüft alle, die damals in der linken Szene aktiv waren. Sie beschlagnahmt schließlich das gesamte Filmmaterial, das noch in Hottes und Tims Wohnung zu finden ist.
Hotte trommelt daraufhin die alte Gruppe zusammen, um zu entscheiden, wie sie nun weiter vorgehen wollen. Die Gruppe ist zerstritten, da Hotte und Tim den angepassten Rest verachten und Tim immer noch etwas für Flo empfindet.
Das Beweismaterial, das die sechs (Ex)-Punks belastet, liegt nun in der Asservatenkammer im Keller einer Berliner Polizeikaserne. Als Reporterteam getarnt, gelangen sie in das Gebäude und kundschaften dieses aus. Nur der ermittelnde, sehr erfahrene Kommissar Manowski schöpft Verdacht, da er Tim aus seinen alten Unterlagen erkennt. Manowski war schon in den 80er Jahren im Polizeidienst und führte Ermittlungen gegen die Hausbesetzerszene durch.
Um das Material zu vernichten, bauen die sechs eine weitere Bombe, die durch eine List von der Polizei selbst in die Asservatenkammer transportiert wird. Nach dieser Aktion zerstreut sich die Gruppe wieder. Der beinlose Hotte war allerdings in die Kiste geklettert, um sicherzugehen, dass die Bombe auch wirklich bei den Filmen landet. Letztendlich steht sie zwar neben den Beweisen, Hotte allerdings kommt aus dem Keller nicht mehr heraus und ruft die anderen an, um ihm zu helfen. Schließlich kommt der in der Zwischenzeit in den Ruhestand geschickte Manowski auch noch hinzu und will den eingesperrten Hotte und den gerade hinzugekommenen Tim festnehmen. Durch die Gefahr, in der sich die ehemaligen Freunde befinden, rauft sich der Rest der Gruppe wieder zusammen und bricht auch noch in die Kaserne ein, nimmt das Filmmaterial mit und entkommt nur knapp der sie verfolgenden Polizistenschar. Henkel fragt Manowski, ob seinen Vermutungen nach wirklich die Clique hinter der Bombe stecken könnte. Manowski, der sich von seinem jüngeren Vorgesetzten zum alten Eisen abgeschoben fühlt, erkennt, dass er nicht mehr ins System passt und empfindet schließlich so etwas wie Solidarität mit der Gruppe. Deshalb macht er falsche Angaben und deckt sie damit.
Zum Schluss fährt die Gruppe, die in der Not wieder zueinander gefunden hat, in der S-Bahn davon.

## Kritiken
„Unterhaltungsfilm vor fetziger Polit-Kulisse, der sich nicht um eine politische Haltung bemüht, sondern Nostalgie beschwört. Historisches Bewusstsein verkommt dabei zum Lifestyle-Accessoire, während Videoclip-Einlagen den Film MTV- und VIVA-kompatibel machen.“

„Dank guter Arbeit vor und hinter der Kamera erweckt der Films insgesamt […] nicht die Frage, die er sich in seinem Titel stellt. Denn wirklich angebrannt wirkt hier eigentlich nichts.“

„Geschickt umschifft Schnitzler die meisten Szene-Klischees, zeigt seine Figuren facettenreich als desillusionierte Träumer, deren nicht ganz freiwilliger Rückzug ins Private einst all jene Gefühle verschüttete, die nun wieder mit aller Macht hervorbrechen. Statt selbstgefälliger Designermöbel-Plattsitzer und hysterischen Prada-Schnallen auf der ewigen Jagd nach dem sensiblen Knackarschbesitzer, beschert uns das wunderbare Ensemble zudem endlich einmal lebensechte deutsche Kinotypen, große Kinder auf der Suche nach dem Glück.“

Nominierungen
Deutscher Filmpreis 2002: Martin Feifel in der Kategorie „Bester Nebendarsteller“

## Auszeichnungen
- 1999: Baden-Württembergischer Drehbuchpreis für Anne Wild und Stefan Dähnert
- 2001: Lüdia, Kinofest Lünen, für Gregor Schnitzler
- 2002: 12. Deutscher Kamerapreis, Schnitt, Kategorie szenischer Schnitt für Hansjörg Weißbrich